# Voto nulo en Chile

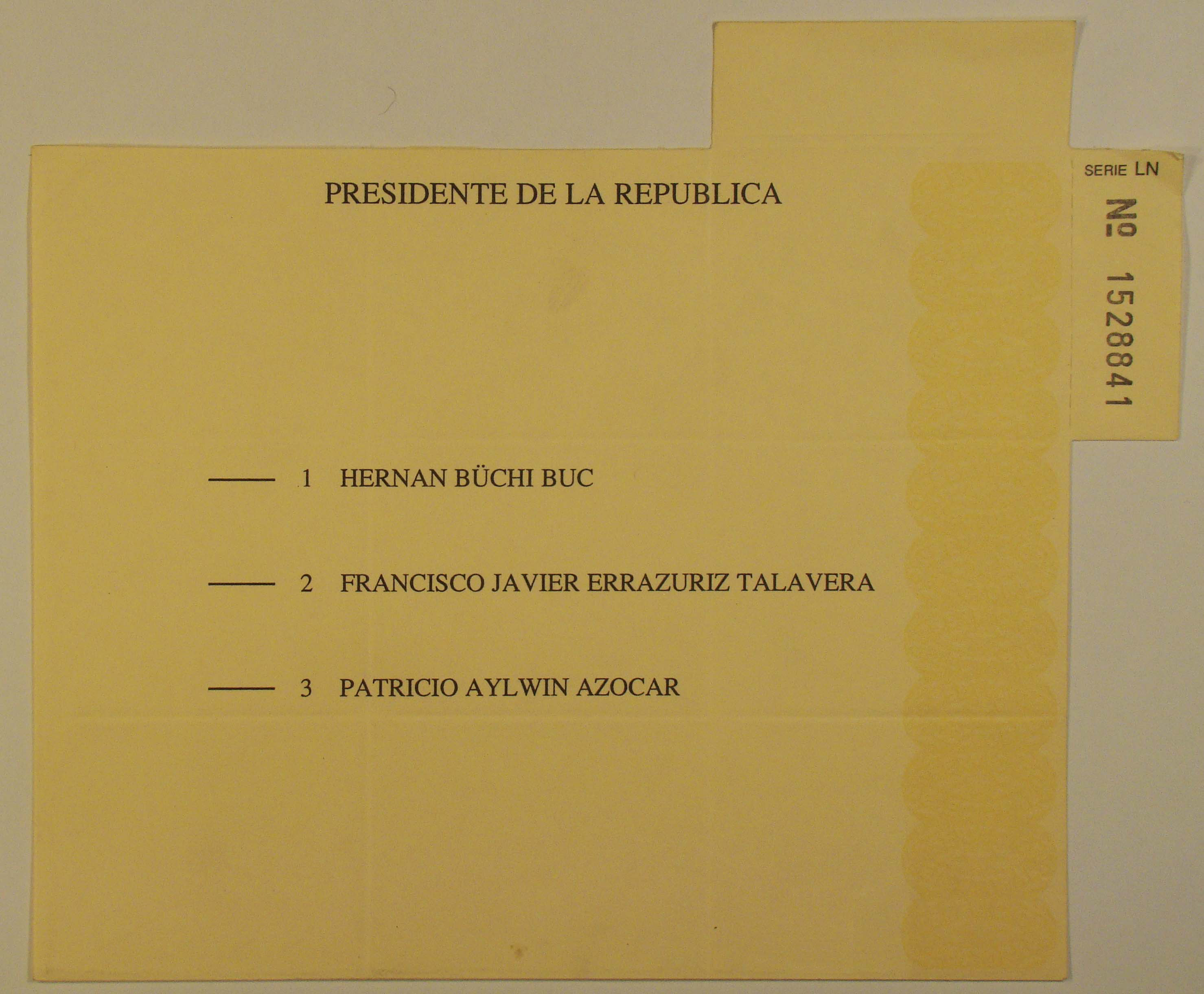
Voto en blanco de la elección presidencial de Chile de 1989.

El voto nulo en Chile es un tipo de voto dentro de un proceso electoral en el cual, por distintas razones estipuladas en la ley 18700 de 1988 sobre votaciones populares y escrutinios, se consigue acreditar su nulidad oficialmente en el escrutinio o recuento de votos.
Es considerado una manera de abstención activa a unas elecciones, a diferencia de la abstención pasiva, que se realiza cuando el elector no asiste al local de votación. En algunos casos, los votos nulos y blancos se interpretan también como un «voto castigo» o señal de apatía política o apatía al sistema electoral.

## Tipos de voto en Chile
De acuerdo a la legislación chilena, los votos se dividen en dos tipos según su validez:

### Votos válidamente emitidos
- Voto válido: Señala claramente una sola preferencia.[3]
- Voto válido con objeción: Marca una clara preferencia, pero tiene algún otro escrito o rayado hecho por el propio votante que debe ser revisado por la mesa receptora de sufragios.[3]

### Votos invalidados
- Voto nulo: Señala más de una preferencia (o todas).[3]
- Voto blanco: No señala ninguna preferencia.[3]

## Estadísticas
| Elecciones                                      | Nulos     | Blancos | Total invalidados | % de participación | Votantes inscritos para sufragar |
| ----------------------------------------------- | --------- | ------- | ----------------- | ------------------ | -------------------------------- |
| Plebiscito nacional de 1988                     | 94 594    | 70 660  | 165 254           | 97,53              | 7 435 913                        |
| Plebiscito nacional de 1989                     | 324 283   | 106 741 | 431 023           | 93,73              | 7 556 613                        |
| Presidencial de 1989                            | 103 631   | 75 237  | 178 868           | 94,72              | 7 557 537                        |
| Presidencial de 1993                            | 270 991   | 136 750 | 407 741           | 91,23              | 8 085 493                        |
| Presidencial de 1999-2000 (2.ª vuelta)          | 103 351   | 44 675  | 148 026           | 90,63              | 8 084 476                        |
| Presidencial de 2005-2006 (2.ª vuelta)          | 154 972   | 47 960  | 202 932           | 87,12              | 8 220 897                        |
| Presidencial de 2009-2010 (2.ª vuelta)          | 189 490   | 54 909  | 244 399           | 86,94              | 8 285 186                        |
| Presidencial de 2013 (2.ª vuelta)               | 82 916    | 32 565  | 115 481           | 41,98              | 13 573 088                       |
| Presidencial de 2017 (2.ª vuelta)               | 56 524    | 19 518  | 76 042            | 49,02              | 14 347 288                       |
| Plebiscito nacional de 2020 (Apruebo o Rechazo) | 27 637    | 13 449  | 41 086            | 50,95              | 14 855 719                       |
| Convencionales constituyentes de 2021           | 188 264   | 290 713 | 478 977           | 41,51              | 14 900 089                       |
| Presidencial de 2021 (2.ª vuelta)               | 68 802    | 24 130  | 92 932            | 55,64              | 15 030 973                       |
| Plebiscito nacional de 2022 (de salida)         | 200 811   | 77 281  | 278 092           | 85,81              | 15 173 929                       |
| Consejeros constitucionales de 2023             | 2 119 488 | 568 490 | 2 687 978         | 81,94              | 15 150 572                       |